# Грбови институција Руске Федерације
Галерија грбова институција Руске Федерације обухвата галерију грбова институција законодавне, извршне и судске власти Руске Федерације, као и других агенција ове државе.

## Симболи предсједника Руске Федерације
Симболи председника су званични симболи које користи предсједник Руске Федерације као знамења председничке власти и ауторитета. То су најчешће регалије и инсигније које предсједник користи током његове инаугурације и/или касније, као што су:
- Предсједничка стандарта
- Лична огрлица предсједника
- Посебан (предсједнички) Устав
- Лого предсједника 
 (на званичној стр.)[1]

## Инсигније законодавне власти
Инсигније законодавних органа власти Руске Федерације су графичка знамења која се користе као званични симболи Федералне скупштине Руске Федерације, било да су то симболи Савјета Федерације, Државне думе или симболи њених депутата (посланика):
- Лого Федералне скупштине
- Амблем Савјета Федерације
- Амблем Државне думе
- Беџ депутата Думе

## Инсигније извршне власти
Инсигније извршних органа власти Руске Федерације су графичка знамења која се користе као званични симболи Владе Руске Федерације, њених припадајућих министарстава и њених посебних агенција.

### Амблеми владе и њених министарства
- Амблем Владе Руске Федерације
- Амблем Министарство ино-послова
- Амблем Министарства унутрашњих послова
- Амблем Министарства финансија
- Амблем Министарства одбране
- Амблем Министарства ванредних ситуација
- Амблем Министарства правде
- Амблем Министарства индустрије и трговине
- Амблем Министарства економског развоја
- Амблем Министарства здравља
- Амблем Министарство рада и социјалне политике
- Амблем Министарства просвјете
- Амблем Министарства науке и високог образовања
- Амблем Министарства транспорта
- Амблем Министарства екологије
- Амблем Министарства енергетике
- Амблем Министарства културе (2004—2012)
- Амблем Министарства културе (2012—2019)
- Амблем Министарства културе (2019— )
- Амблем Министарства спорта
- Амблем Министарства комуникација
- Амблем Министарства жељезница
- Амблем Министарства пољопривреде
- Амблем Министарства грађевине
- Амблем Министарства за развој Далеког истока и Арктика
- Амблем Министарства природних ресурса и екологије

### Амблеми посебних владиних агенција
- Федерална миграциона служба
- Русотрудничество
- Федерална служба за војно-техн. сарадњу
- Федерална служба за одбрамбену наруџбу
- Федерална служба за техн.-извоз. контролу
- Федерална агенција посебне градње
- Федерални затворски сервис
- Федерална служба судског извршења
- Федерална служба поште
- Спољно-обавјештајна служба РФ
- Федерална служба безбједности
- Федерална служба за анти-наркотике
- Федерална служба заштите
- Главна управа посебних програма
- Кабинет председника РФ
- Агенција за инфо. предсједника РФ
- Федерална служба за финансијску контролу
- Федерална агенција за државне резерве
- Федерална служба за анти-монопол
- Федерална служба за државну управу
- Федерална пореска служба
- Пореска полиција
- Федерална служба царине
- Федерална служба за статистику
- Федерална агенција за картографију
- Федерална агенција за техн. регулативу
- Руска космичка агенција
- Федерална служба војне жељезнице
- Завод за заштиту потрошача
- Федерална агенција за биомедицину
- Федерална служба за надзор у образовању
- Федерална служба за надзор пр.богатстава
- Федерална агенција водних ресурса
- Федерални завод за надзор комуникација
- Федерална агенција за масс-медије
- Федерални завод за ветеринарину
- Федерална агенција за риболов
- Федерална служба за алкохол
- Погранична служба ФСБ РФ
- Погранична служба 
 (друга верзија)
- Федерална служба регистрације
- Федерална агенција за саобраћај
- Федерална агенција за надзор здравства
- Федерална агенција за еколошки надзор
- Федерална агенција за физичку културу
- Федерална агенција за државне границе
- Федерална агенција ваздушног саобраћаја
- Аналитички центар владе РФ
- Институт за закон. и упор. право

## Амблеми других служби Руске Федерације
- Амблем Централне банке
- Федерални трезор
- Амблем Оружаних снага Руске Федерације